# Træna
Træna ist eine Kommune mit 463 Einwohnern (Stand 1. Januar 2025) in der norwegischen Provinz Nordland. Durch die Kommune, die 33 nautische Meilen (65 km) westlich der norwegischen Küste im Nordmeer liegt, verläuft der Polarkreis. Der Name stammt vom altnordischen Þriðna und nimmt möglicherweise Bezug auf die Zahl þrír (drei).
Mit einer Fläche von 16,5 km² ist die Kommune eine der kleinsten in Norwegen. Die Fläche verteilt sich über 1000 kleine Inseln, wovon nur Husøy, Selvær, Sanna, Sørsandøy und Nordsandøy bewohnt sind. Das Verwaltungszentrum befindet sich auf Husøy, wo auch die meisten Einwohner leben (ca. 380). Die Bewohner leben hauptsächlich vom Fischfang.
Auf den Inseln gibt es viele Hinweise auf sehr frühe Besiedlung. Auf Sanna wurden Reste gefunden, die 9000 Jahre alt sind und damit zu den frühesten Hinweisen auf Besiedlung in Norwegen zählen.

## Wappen
Beschreibung: In Rot drei goldene Angelhaken.

## Træna Festival

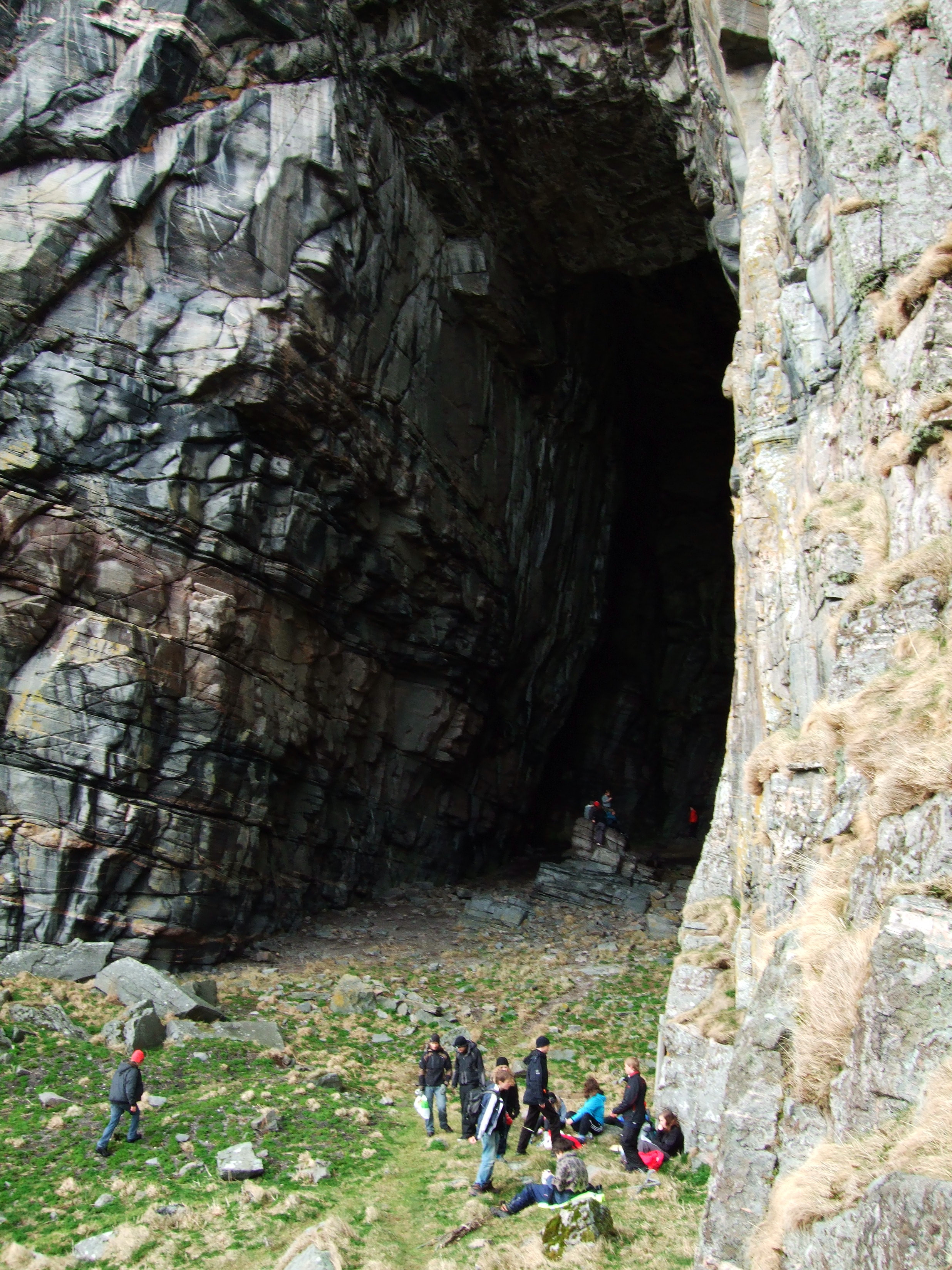
Die Felskathedrale auf Sanna

Seit 2003 findet in Træna jeden Juli ein Musik-Festival mit rund 5000 Besuchern statt. An diversen Schauplätzen geben meist skandinavische, aber auch lokale und internationale Künstler und Bands aller Musikrichtungen während dreier Tage (Donnerstag bis Samstag) Konzerte. Auf der Hauptbühne treten auch internationale Größen wie Marit Larsen (NO, 2006/2009), Manu Chao (FR 2011 / 2012) und Vintage Trouble (USA, 2013) auf.
Der speziellste Auftritt, lange als Geheimtipp gehandelt, findet in einer Felskathedrale (Kirkehelleren) auf der Insel Sanna als Das nördlichste Rockfestival der Welt für tausende von Besuchern statt.

## Verkehr
Die Kommune ist nur auf dem Seeweg erreichbar. Verbindungen mit Fähren und Schnellbooten bestehen von Sandnessjøen, Nesna, Stokkvågen (Anreise über Mo i Rana) und Bodø.
Von Sandnessjøen, Nesna sowie von Bodø über die Insel Onøy in Lurøy wird Træna über die Trænaruta (Route 18-191) mit einem Schnellboot des Unternehmens Torghatten Nord angelaufen.
Von Stokkvågen (Anreise über Mo i Rana) verkehrt die Autofähre des Unternehmens Boreal (Route 18-192).
Die Anreise nach Mo i Rana ist ebenfalls per Eisenbahn möglich, wer rechtzeitig bucht, erhält eine Fahrkarte zum Pauschalpreis für die Fahrt mit der NSB in Schlafsitzen durch ganz Norwegen. Von Mo i Rana verkehrt ein Bus nach Stokkvågen.
Zwischen den verschiedenen Inseln verkehrt zudem ein lokales Schnellboot des Fylke Nordland (Route 18-195).
Das Anlaufen einzelner Anlegestellen erfolgt oft nur auf vorherige Bestellung bis zu einem bestimmten Zeitpunkt auf eine im Fahrplan vermerkte Telefonnummer (Behovsanløp).